# Liste des conseillers régionaux du Calvados
Les conseillers régionaux du Calvados sont des conseillers qui sont élus dans le cadre des élections régionales pour siéger au Conseil régional de Basse-Normandie. Leur nombre et le mode scrutin est fixé par le code électoral, le Calvados compte 21 conseillers régionaux au niveau du département sur les 47 élus bas-normands.

## Mandature 2021-2028
| Nom                       | Parti | Parti  | Groupe                                             | Autres mandats                                                             |
| ------------------------- | ----- | ------ | -------------------------------------------------- | -------------------------------------------------------------------------- |
| Rodolphe Thomas           |       | MoDem  | La Normandie Conquérante avec Hervé Morin          | Maire d'Hérouville-Saint-Clair                                             |
| Sophie Gaugain            |       | LR     | La Normandie Conquérante avec Hervé Morin          | Maire de Dozulé                                                            |
| Marc Millet               |       | LR     | La Normandie Conquérante avec Hervé Morin          |                                                                            |
| Nathalie Porte            |       | LR     | La Normandie Conquérante avec Hervé Morin          | Députée du Calvados                                                        |
| Patrick Gomont            |       | UDI-LC | La Normandie Conquérante avec Hervé Morin          | Maire de Bayeux, président de la communauté de communes de Bayeux Intercom |
| Paul Milliez              |       | DVD    | La Normandie Conquérante avec Hervé Morin          |                                                                            |
| Claire Jolivet-Servant    |       | LR     | La Normandie Conquérante avec Hervé Morin          | Conseillère municipale de Saint-Étienne-la-Thillaye                        |
| Aristide Olivier          |       | DVD    | La Normandie Conquérante avec Hervé Morin          | Adjoint au maire de Caen                                                   |
| Sophie De Gibon           |       | DVD    | La Normandie Conquérante avec Hervé Morin          | Maire de Canteloup                                                         |
| Cédric Nouvelot           |       | LR     | La Normandie Conquérante avec Hervé Morin          | Conseiller départemental de Courseulles-sur-Mer                            |
| Sylvie Grenier            |       | DVD    | La Normandie Conquérante avec Hervé Morin          | Maire de La Hoguette                                                       |
| Lynda Lahalle             |       | UDI-MR | La Normandie Conquérante avec Hervé Morin          |                                                                            |
| Serge Tougard             |       | LR     | La Normandie Conquérante avec Hervé Morin          | Maire de Fauguernon                                                        |
| Catherine Gourney-Leconte |       | LC     | La Normandie Conquérante avec Hervé Morin          | Maire de Campagnolles                                                      |
| Aminthe Renouf            |       | LR     | La Normandie Conquérante avec Hervé Morin          | Ajointe au maire d'Ifs                                                     |
| Rudy L’Orphelin           |       | EÉLV   | Normandie écologie                                 | Conseiller municipal de Caen                                               |
| Bastien Recher            |       | G·s    | Normandie écologie                                 |                                                                            |
| Geneviève Augé            |       | EÉLV   | Normandie écologie                                 |                                                                            |
| Chantal Henry             |       | RN     | Rassemblement national - Faire gagner la Normandie |                                                                            |
| Jean-Philippe Roy         |       | RN     | Rassemblement national - Faire gagner la Normandie |                                                                            |
| Philippe Chapron          |       | RN     | Rassemblement national - Faire gagner la Normandie | Conseiller municipal de Bayeux                                             |
| Marie Le Vern             |       | PS     | SRC - La Normandie nous rassemble                  |                                                                            |
| Gilles Déterville         |       | PS     | SRC - La Normandie nous rassemble                  | Conseiller municipal de Caen                                               |
| Stéphanie Yon-Courtin     |       | LREM   | Normandie Terre d'avenir                           | Députée européenne                                                         |

## Mandature 2015-2021
| Nom                           | Parti | Parti | Groupe                                    | Autres mandats |
| ----------------------------- | ----- | ----- | ----------------------------------------- | --- |
| Raphaël Chauvois              |       | PS    | Socialistes, Radicaux et Citoyens         | Conseil municipal d'Ouistreham                                                                                                   |
| Hélène Mialon-Burgat          |       | PS    | Socialistes, Radicaux et Citoyens         | Maire de Mondeville |
| Franck Guéguéniat             |       | PRG   | Socialistes, Radicaux et Citoyens         | Maire d'Epron |
| Caroline Amiel                |       | EELV  | Groupe Normandie Ecologie - EELV          | |
| Emmanuel Mezeray              |       | PS    | Socialistes, Radicaux et Citoyens         | CM d'Émiéville |
| Marie-Jeanne Gobert           |       | PCF   | Elus Communiste et Front de Gauche        | CM de Caen, conseillère communautaire de Caen la Mer                                                                             |
| Christelle Lechevalier        |       | FN    | Normandie Bleu Marine                     | |
| Philippe Fouche-Saillenfest   |       | FN    | Normandie Bleu Marine                     | Conseiller municipal du Havre |
| Chantal Henry                 |       | FN    | Normandie Bleu Marine                     | |
| Jean-Philippe Roy             |       | FN    | Normandie Bleu Marine                     | |
| Rodolphe Thomas               |       | Modem | La Normandie Conquérante avec Hervé Morin | Maire d'Hérouville-Saint-Clair, vice-président de Caen la Mer, vice-président du conseil régional                                |
| Sophie Gaugain                |       | LR    | La Normandie Conquérante avec Hervé Morin | Maire de Dozulé, vice-présidente de la communauté de communes Normandie-Cabourg-Pays d'Auge, vice-présidente du conseil régional |
| Marc Millet                   |       | LR    | La Normandie Conquérante avec Hervé Morin | Conseiller municipal de Caen, conseiller communautaire de Caen la Mer                                                            |
| Nathalie Porte                |       | LR    | La Normandie Conquérante avec Hervé Morin | |
| Patrick Gomont                |       | UDI   | La Normandie Conquérante avec Hervé Morin | Maire de Bayeux, Président de Communauté de communes de Bayeux Intercom                                                          |
| Emmanuelle Dormoy (2015-2018) |       | LR    | La Normandie Conquérante avec Hervé Morin | Conseillère municipale de Caen, conseillère communautaire de Caen la Mer                                                         |
| Frédéric Pouille (2018-2020)  |       | DVD   | La Normandie Conquérante avec Hervé Morin | Maire de Courseulles-sur-Mer |
| Jean-Marie Bernard            |       | LR    | La Normandie Conquérante avec Hervé Morin | |
| Elisabeth Josseaume           |       | UDI   | La Normandie Conquérante avec Hervé Morin | CM de Falaise |
| Didier Vergy                  |       | CPNT  | La Normandie Conquérante avec Hervé Morin | Maire de Landes-sur-Ajon |
| Lynda Lahalle                 |       | UDI   | La Normandie Conquérante avec Hervé Morin | |
| Serge Tougard                 |       | LR    | La Normandie Conquérante avec Hervé Morin | Maire de Fauguernon, conseiller communautaire à la Communauté d'agglomération Lisieux Normandie                                  |
| Catherine Gourney-Leconte     |       | UDI   | La Normandie Conquérante avec Hervé Morin | Maire de Campagnolles |

## Mandature 2010-2015
Le Calvados compte 21 conseillers régionaux sur les 47 élus qui composent l'assemblée du Conseil régional de Basse-Normandie, issue des élections des 14 et 21 mars 2010.
Composition par ordre décroissant du nombre d'élus :
- PSEA : ? élus
- EELV : ? élus
- UDC : ? élus
- FdG : ? élus
- FN : ? élus
- NI-NA : ? élus

| Nom                     | Parti | Parti | Groupe            | Autres mandats/fonctions           |
| ----------------------- | ----- | ----- | ----------------- | ---------------------------------- |
| Annie Anne              |       |       | Radical de gauche |                                    |
| Philippe Augier         |       | UDI   | UDI               | Maire de Deauville                 |
| Annie Bihel             |       | PS    | Socialiste        |                                    |
| Pascale Cauchy          |       | EELV  | EELV              |                                    |
| Raphaël Chauvois        |       | PS    | Socialiste        | Conseiller Municipal de Ouistreham |
| Corinne Féret           |       | PS    | Socialiste        | Sénatrice du Calvados              |
| Arnaud Fontaine         |       | PS    | Socialiste        | Conseiller Municipal d'Ifs         |
| Marie-Dominique Frigout |       | PS    | Socialiste        |                                    |
| Sophie Gaugain          |       | LR    | LR-CPNT           | Maire de Dozulé                    |
| Jean-Louis Gérard       |       | UDI   | UDI               |                                    |
| Marie-Jeanne Gobert     |       | PC    | Communiste        | Conseillère Municipale de Caen     |
| Élisabeth Josseaume     |       | UDI   | UDI               |                                    |
| Jean-Marc Lefranc       |       | LR    | LR-CPNT           |                                    |
| Vincent Louvet          |       | PS    | Socialiste        |                                    |
| Élise Lowy              |       | EELV  | EELV              |                                    |
| Mickaël Marie           |       | EELV  | EELV              |                                    |
| Hélène Mialon-Burgat    |       | PS    | Socialiste        | Maire de Mondeville                |
| Pierre Mouraret         |       | PC    | Communiste        |                                    |
| Clara Osadtchy          |       | EELV  | EELV              |                                    |
| Laurent Sodini          |       | PS    | Socialiste        |                                    |
| Didier Vergy            |       | LR    | LR-CPNT           |                                    |